# Manfred Llança
Manfred Llança fou un noble sicilià a les ordres de Pere el Gran.
Cunyat de Roger de Llúria i germà de Conrad Llança, quan el 1266 Carles I d'Anjou arrabassà el tron de Sicília a Manfred I de Sicília fou acollit a la cort catalana de l'infant Pere i Constança de Sicília. Va assetjar Malta el 1283 a les ordres de Pere el Gran, que fou conquerida després del Combat de Malta en la que l'estol de Roger de Llúria va vèncer als angevins.